# Guimaras

Provinsens läge i Filippinerna

Guimaras (filipino: gimaras) är en provins i Filippinerna som huvudsakligen utgörs av ön med samma namn. Den är belägen i regionen Västra Visayas och har 161 900 invånare (2006) på en yta av 605 km². Administrativ huvudort är Jordan.
Provinsen är indelad i 5 kommuner.